# Химия (Даугавпилс)
Хи́мия, также Посёлок Хи́миков, Химпосёлок (латыш. Ķīmija, Ķīmiķu ciemats) — район города Даугавпилс (Латвия), в границах улицы Айзпилсетас, Петербургско-Варшавской железной дороги, озера Губище и Стропского лесопарка. Население района составляет ~14 тысяч человек (на 2013 год).

## История
Своим возникновением в начале 1960-х годов обязан строительству завода химического волокна (ЗХВ), рядом стали строить жилые дома для персонала завода. До завода здесь располагался пустырь песка, так называемая «даугавпилсская пустыня». Улицам даны названия выдающихся химиков — Менделеева, Бутлерова, Зелинского (кроме того, есть улица Циолковского; вероятно, это связано с тем, что касающаяся района улица Ятниеку (Всадничья) в советский период носила имя Юрия Гагарина). В 1962 году от Кожзавода по улице Валкас продлён трамвайные и автобусные маршруты. Выстроены школа № 11, два училища, детские сады, магазины, универсам Юбилейный. Электроподстанция для снабжения завода электроэнергией, теплостанция завода для выработки пара на технологические нужды завода и отопление района, назывался посёлком химиков, далее в речи горожан закрепилось название Химия (делилось на ближнюю и дальнюю Химию), которое впоследствии стало официальным. Новая площадка Завода приводных цепей, в отличие от старой (начальной) по улице Елгавас (Дорожников, И. Середы) на Новом Строении.

## Современность
В начале 1990-х завод химического волокна прекратил свою работу, а 19.01.2019 начались работы по демонтажу зданий комплекса. На нынешней территории ЗХВ устроен Технопарк, а также отдельные мелкие производства, по типу «Axon Cable». Завод приводных цепей также работает, хоть и в сокращённом варианте.
В районе действует Даугавпилсский филиал Рижского технического университета. Химия известна расположенным в нём Дворцом культуры и спорта (ДКиС, ранее ДКХ — Дворец культуры химиков), а также единственным в городе жилым 12-этажным зданием на улице Ятниеку 68.